# Багрыпста
Багры́пста (абх. Баӷрыԥсҭа) или Холодная Речка (груз. ხოლოდნაია რეჩკა) — село в Абхазии, в Гагрском районе частично признанной Республики Абхазия, согласно административному делению Грузии — в Гагрском муниципалитете Абхазской Автономной Республики.

## Население
По данным 1959 года в селе Холодная Речка проживало 660 человек, в основном русские и армяне (в Холоднореченском сельсовете — 1430 человек, где большинство также составляют русские и армяне). В 1989 году в селе проживало 1624 человека, также в основном русские и армяне.
По данным переписи 2011 года численность населения сельского поселения (сельской администрации) Багрыпста составила 909 жителей, из них 651 человек — армяне (71,6 %), 192 человека — русские (21,1 %), 21 человек — греки (2,3 %), 16 человек — украинцы (1,8 %), 14 человек — абхазы (1,5 %), 2 человека — грузины (0,2 %), 13 человек — другие национальности.

## История
Село Холодная Речка переименовано в Багрыпста согласно постановлению ВС Республики Абхазия от 4 декабря 1992 года. В административно-территориальном делении Грузии де-юре продолжает носить название Холодная Речка.

## Галерея

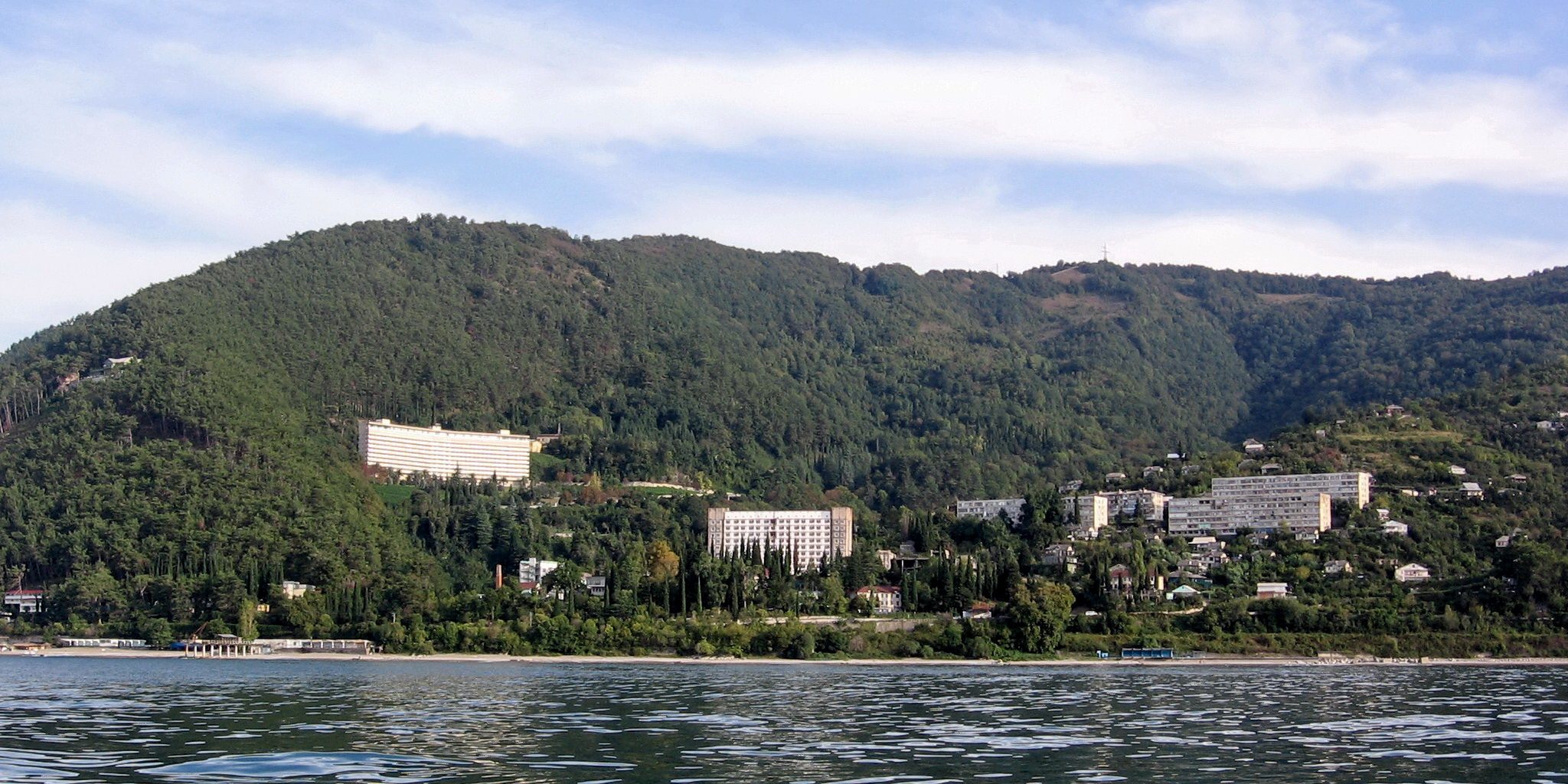
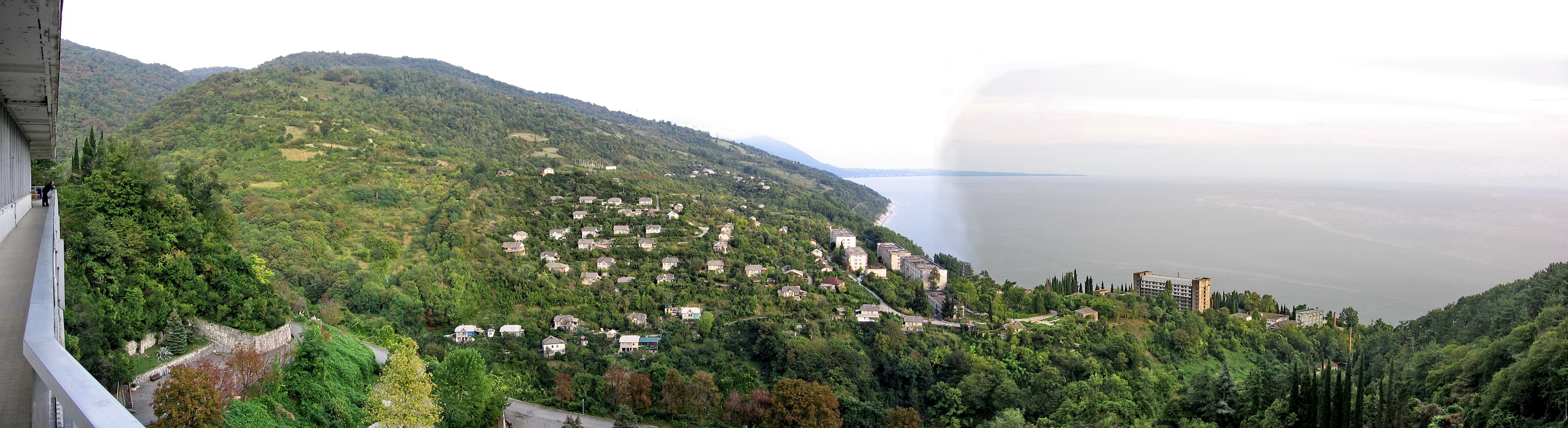